# Journal of Information Technology
Journal of Information Technology (ook JIT) is een internationaal, aan collegiale toetsing onderworpen wetenschappelijk tijdschrift op het gebied van de informatiesystemen. De naam wordt in literatuurverwijzingen meestal afgekort tot J. Inform. Tech. Het wordt uitgegeven door Kogan Page, namens de Britse Association for Information Technology en verschijnt 4 keer per jaar.